# 长毛橐吾
长毛橐吾（学名：Ligularia villosa）是菊科橐吾属的植物，是中国的特有植物。分布于中国大陆的云南等地，生长于海拔2,900米至3,100米的地区，见于高山草甸，目前尚未由人工引种栽培。

## 异名
- Ligularia changiana S. W. Liu